# Partito della Terra
Il Partito della Terra, ufficialmente Movimento Partito della Terra (in portoghese: Movimento Partido da Terra - MPT, già MPT - Partido da Terra e, inizialmente, Movimento o Partido da Terra), è un partito politico portoghese di orientamento ambientalista e Conservatore fondato nel 1993.
Presidente del partito dal 1993 al 2007 è stato Gonçalo Ribeiro Telles, ministro della qualità della vita dal 1981 al 1983 nel governo del Primo ministro Francisco Pinto Balsemão.
È entrato per la prima volta all'Assemblea della Repubblica nelle elezioni legislative del 2015, presentando propri candidati all'interno del Partito Socialdemocratico. Ha, invece, ottenuto la sua prima rappresentanza al Parlamento europeo in occasione delle elezioni del 2014, allorché sono stati eletti José Inácio Faria e António Marinho e Pinto. Entrambi gli eurodeputati hanno aderito all'ALDE; successivamente, Pinto ha lasciato il movimento alla volta del Partito Democratico Repubblicano, restando iscritto all'ALDE, mentre Faria ha aderito al gruppo del PPE.

## Risultati

### Elezioni Legislative
| Elezione                                              | Voti    | %       | Seggi   |
| ----------------------------------------------------- | ------- | ------- | ------- |
| Legislative 1995 Coligação Ecologia e Futuro: con PPM | 5 932   | 0,10    | 0 / 230 |
| Legislative 1999                                      | 19 938  | 0,37    | 0 / 230 |
| Legislative 2002                                      | 15 540  | 0,28    | 0 / 230 |
| Legislative 2005                                      | Nel PSD | Nel PSD | 2 / 230 |
| Legislative 2009 Frente Ecologia e Humanismo: con PH  | 15 547  | 0,28    | 0 / 230 |
| Legislative 2011                                      | 22 705  | 0,41    | 0 / 230 |
| Legislative 2015                                      | 22 596  | 0,42    | 0 / 230 |
| Legislative 2019                                      | 12.888  | 0,25    | 0 / 230 |
| Legislative 2022                                      | 7 571   | 0,14    | 0 / 230 |
| Legislative 2022                                      | 4 047   | 0,07    | 0 / 230 |

### Elezioni Europee
| Elezione     | Voti              | %                 | Seggi  |
| ------------ | ----------------- | ----------------- | ------ |
| Europee 1994 | 12 955            | 0,44              | 0 / 21 |
| Europee 1999 | 13 924            | 0,42              | 0 / 21 |
| Europee 2004 | 13 671            | 0,42              | 0 / 21 |
| Europee 2009 | 24 062            | 0,72              | 0 / 21 |
| Europee 2014 | 234 603           | 7,72              | 2 / 21 |
| Europee 2019 | In Nós, Cidadãos! | In Nós, Cidadãos! | 0 / 21 |